# Hut (woning)

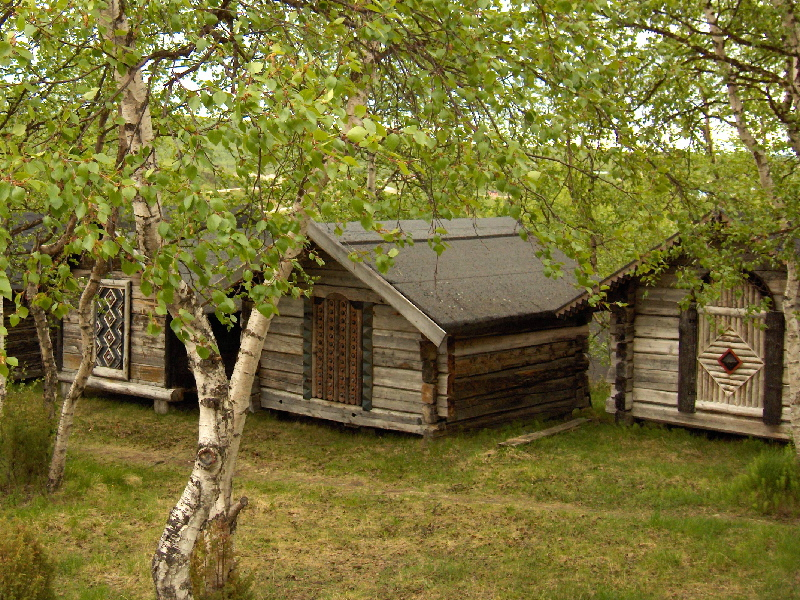
Hutten in Noorwegen

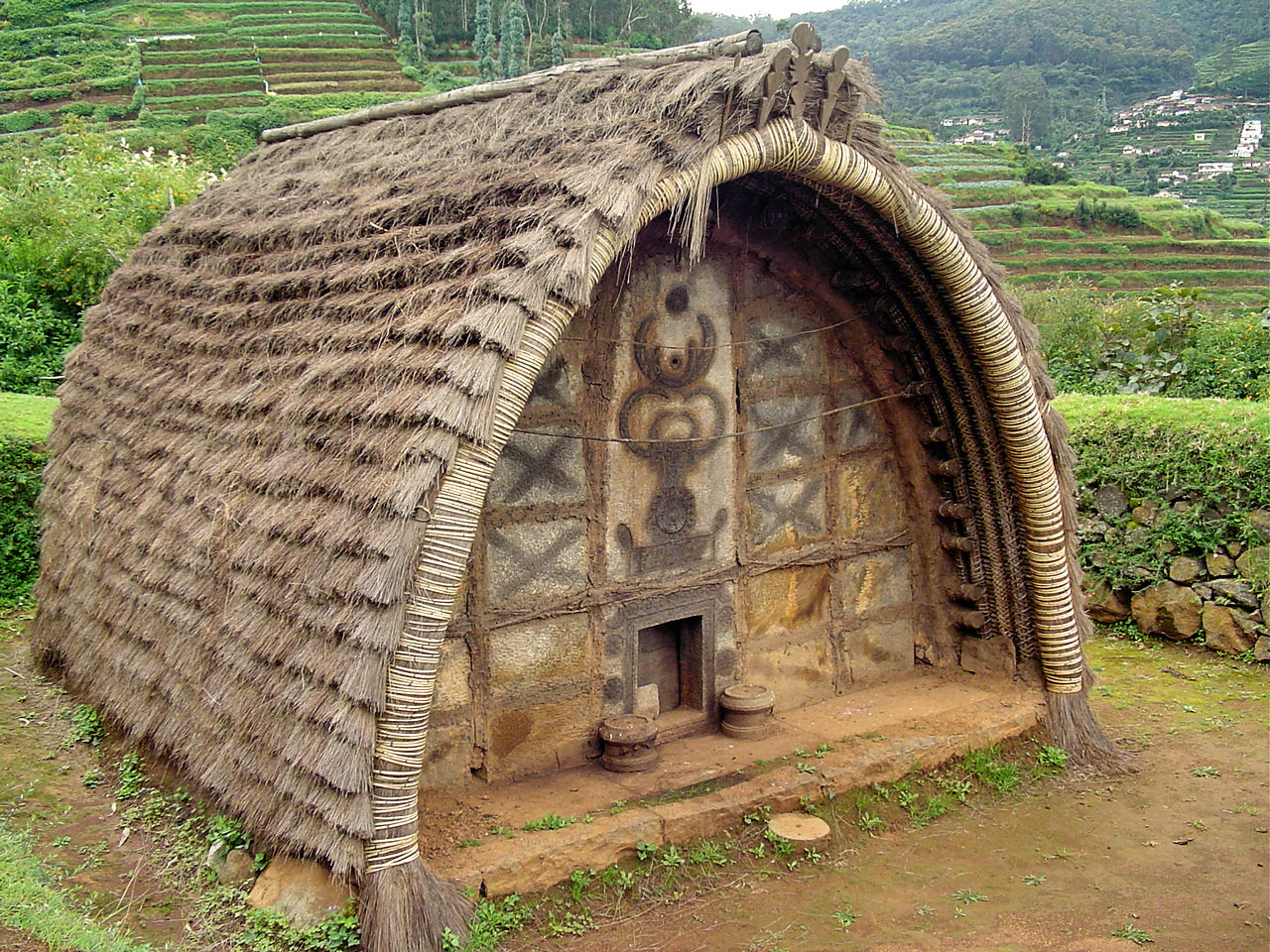
Traditionele hut van het Toda-volk in India

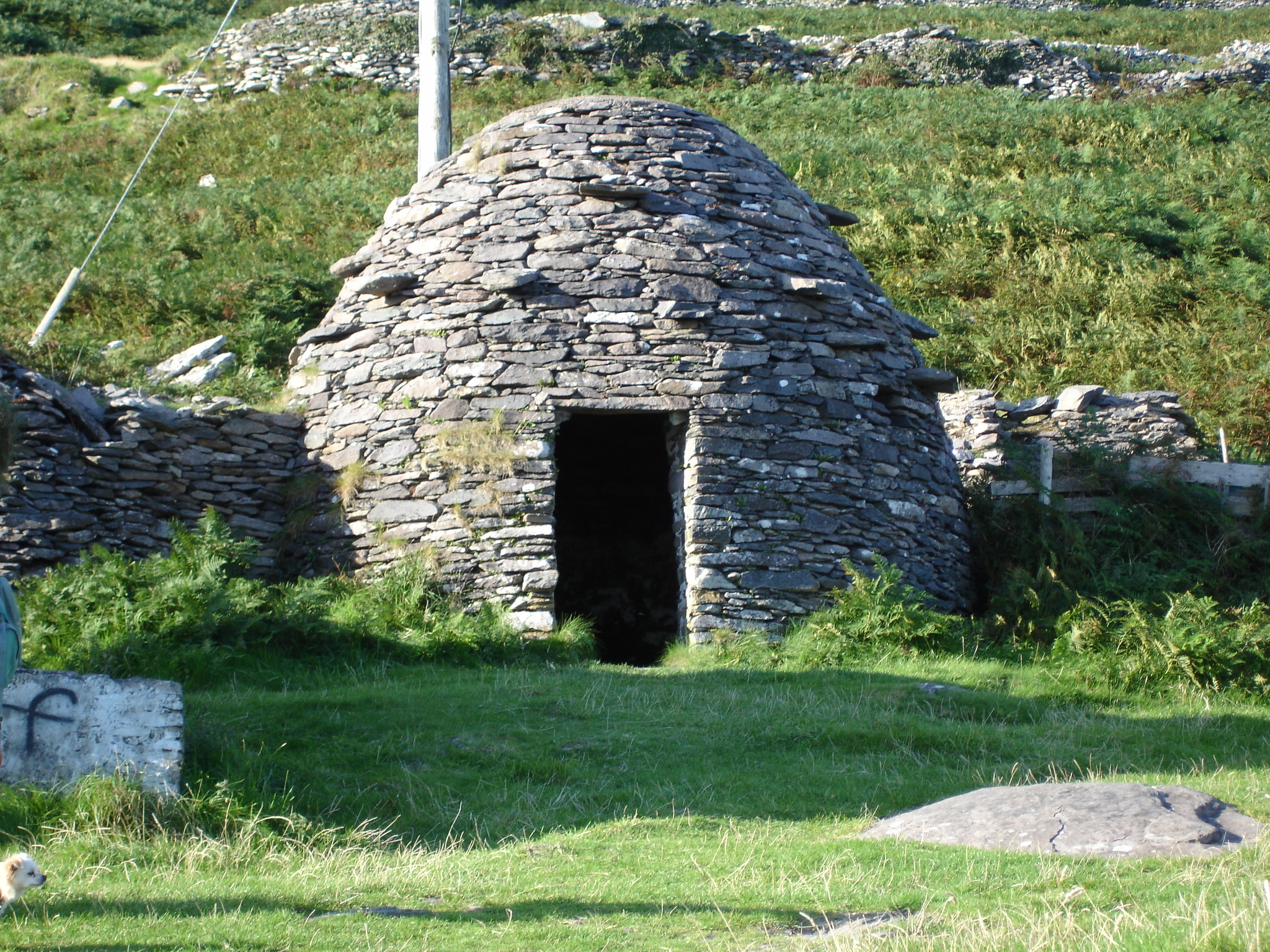
Beehive hut in Ierland

Een hut (ook: keet, kot of stulp(je)) is een primitieve, kleine woning of schuilplaats gebouwd met eenvoudige middelen en meestal opgetrokken uit natuurlijke materialen als leem, plaggen, bladertakken, stro of sneeuw.

## Verschillende vormen
Vroeger werden hutten vaak van plaggen gemaakt, de plaggenhutten of spitketen. Vaak bestonden deze uit niet meer dan een kuil in de grond, met op de rand een laag plaggen. Het dak was gemaakt van takken of planken die weer bedekt werden met plaggen.
In Ierland en Engeland zijn nog bijenkorfhutten (beehive huts) te vinden die vanaf de steentijd tot
ongeveer het jaar 1000 werden gebouwd van platte stenen.
Een wigwam is een koepelvormige of kegelvormige 'hut' bij de Indianen, deze is bedekt met rietmatten of boombast (meestal berkenbast).
Een hut op een schip is de benaming van de verblijfplaats van de scheepsbemanning. Hij wordt ook wel kajuit genoemd. Een hut als aparte slaapkamer, bijvoorbeeld op een cruiseschip, kan  voorzien zijn van een bad/douche en toilet.
Kinderen vinden het vaak leuk om een hut van takken te bouwen om daarin te spelen (kinderspel), bijvoorbeeld in een boomhut.

## Achternamen
De achternamen met kate (= keet, kot) zijn ook verwijzingen naar een kleine woning. Ook de plaatsnamen Cothen en Ulicoten bevatten verwijzingen naar kleine huizen. De achternaam Hitler alsmede varianten als Hiedler, Hutler en Hüttler betekenen eveneens 'hutbewoner'.

## Afbeeldingen

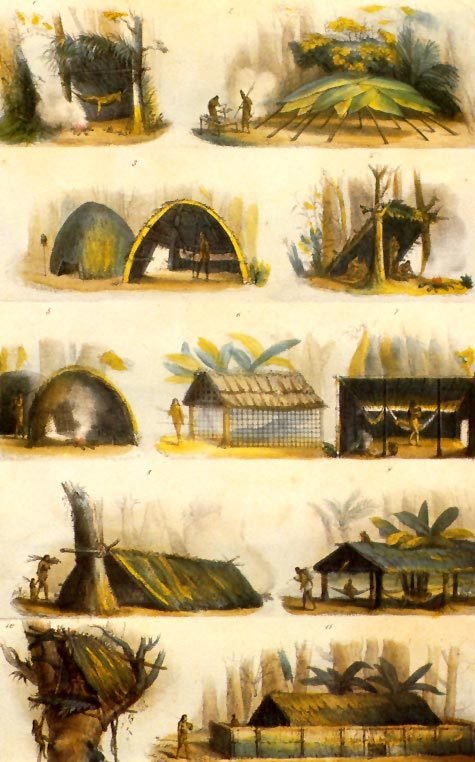
Verschillende soorten hutten van de inheemse bevolking in Brazilië, 1834
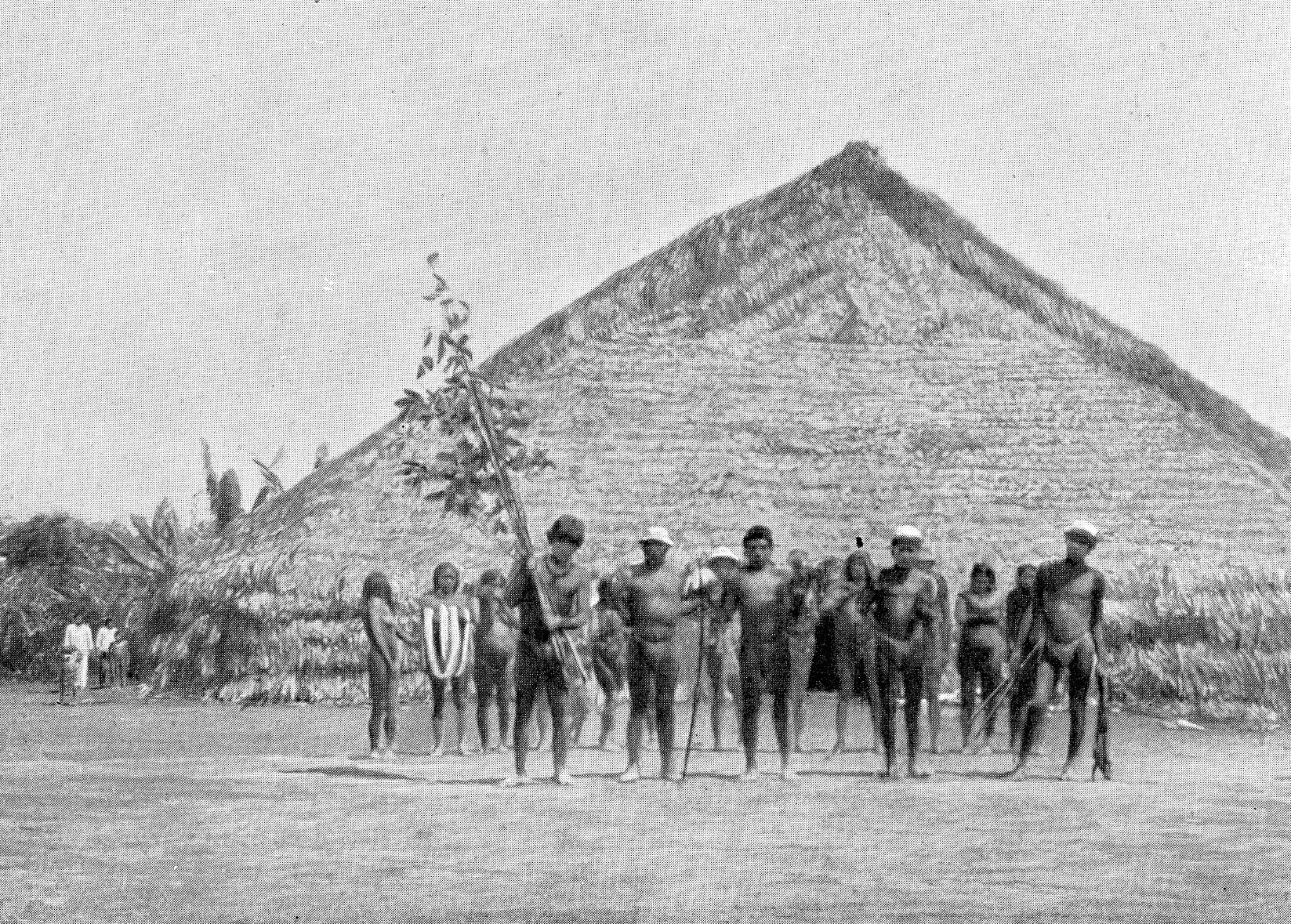
Indianen voor hun enorme hut voor ongeveer 80 personen, ca. 1924
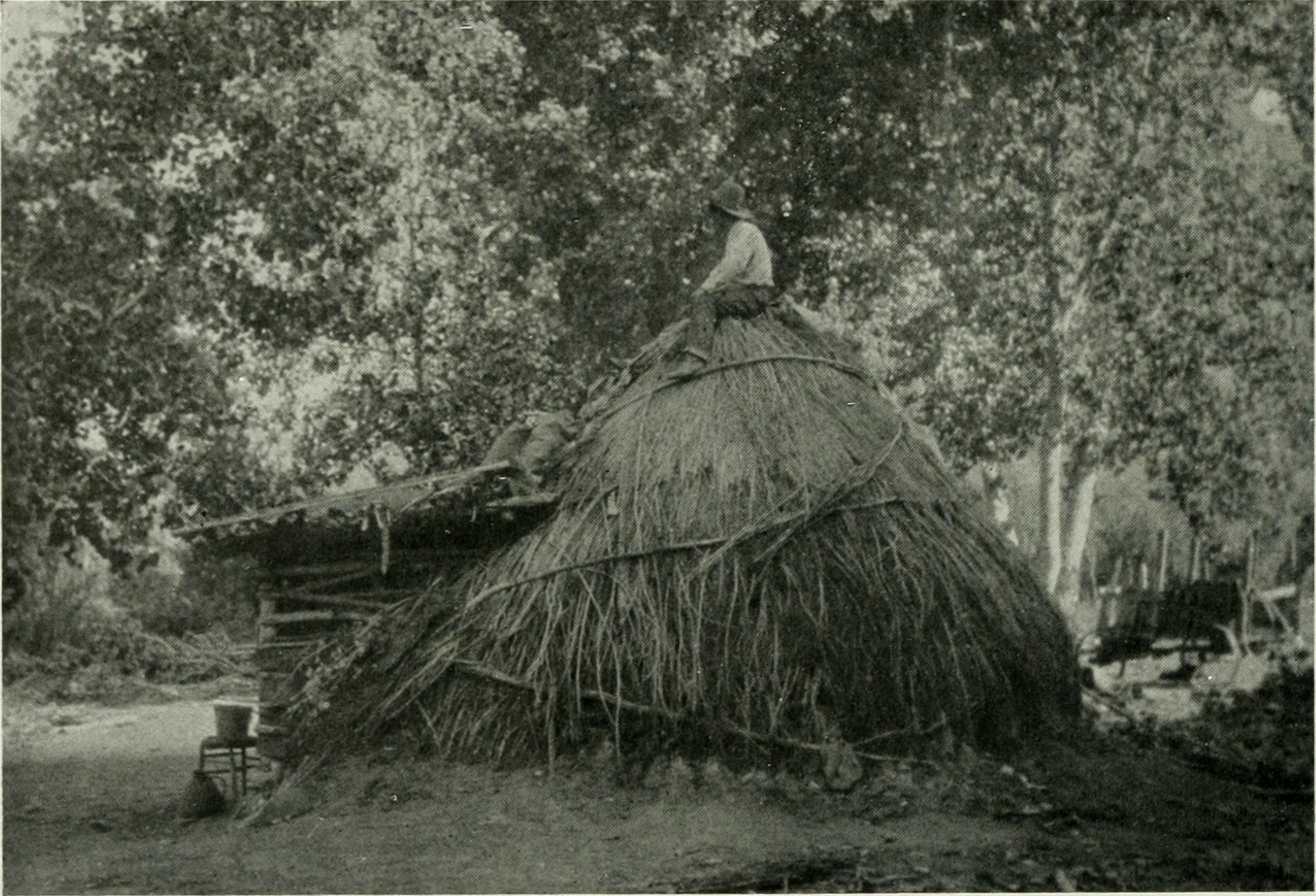
The American Museum journal (ca. 1900-1918)
In Afrika worden verschillende typen behuizing aangetroffen. Een voorbeeld is de hut van het Musgum-volk in Kameroen, de Musgum-huis (case obus), die gebouwd is uit speciemengsel van grond, mest en stro.